# Nimbaflugsnappare
Nimbaflugsnappare (Melaenornis annamarulae) är en tätting i familjen flugsnappare som förekommer i Västafrika.

## Utseende
Nimbaflugnsapparen är en 19–22 cm lång mörkt blågrå flugsnappare. Den är något ljusare på strupen, flankerna och buken, medan hand- och armpennor är svarta och stjärten svartaktig. Ögat är mörkbrunt, näbben svart liksom benen. Den skiljer sig från gulögd flugsnappare genom större storlek och mörkt öga.

## Utbredning och systematik
Fågeln lever i fuktiga skogar från östra Sierra Leone till Liberia och södra Elfenbenskusten. Den behandlas som monotypisk, det vill säga att den inte delas in i några underarter.

## Status och hot
Nimbaflugsnapparen har en liten världspopulation bestående av uppskattningsvis endast 6 000–15 000 vuxna individer. Den tros också minska i antal till följd av habitatförlust. Fågeln är därför upptagen på internationella naturvårdsunionen IUCN:s röda lista över hotade arter, kategoriserad som starkt hotad (EN).

## Namn
Alexander Forbes-Watson som beskrev arten 1970 ger arten det vetenskapliga namnet annamerulae efter sin fru, Anna Marula Forbes-Watson (1941-2006). Nimba är en bergskedja på gränsen mellan Elfenbenskusten och Guinea.